# Intsu
Intsu är en ort i Estland. Den ligger i Paistu kommun och landskapet Viljandimaa, i den södra delen av landet, 140 km söder om huvudstaden Tallinn. Intsu ligger 77 meter över havet och antalet invånare är 134.
Terrängen runt Intsu är platt. Runt Intsu är det glesbefolkat, med 12 invånare per kvadratkilometer. Närmaste större samhälle är Viljandi, 7,6 km norr om Intsu. I omgivningarna runt Intsu växer i huvudsak blandskog.